# 9월 21일
9월 21일은 그레고리력으로 264번째(윤년일 경우 265번째) 날에 해당한다.

## 사건
- 454년 - 서로마 제국 황제 발렌티니아누스 3세가 라벤나에서 아이티우스를 죽이다.
- 1676년 - 교황 인노첸시오 11세, 240대 로마 교황 취임.
- 1745년 - 재커바이트의 반란: 찰리 에드워드 스튜어트가 이끄는 재커바이트 부대가 프래스톤 팬스, 동 로디언, 스코틀랜드에 있는 하노버군을 격파했다.
- 1792년 - 프랑스 혁명: 프랑스가 왕정을 폐지하고 공화제 선포
- 1839년 - 기해박해로 파리 외방전교회 소속 피에르 모방, 자크 샤스탕 신부와 로랑마리조제프 앵베르 주교가 새남터에서 순교했다.
- 1898년 - 청나라의 서태후가 광서제를 유폐하고 섭정을 실시하면서 무술변법이 좌절되다.
- 1947년 - 반공 청년단체인 대동청년단 결성. (단장 지청천)
- 1953년 - 조선민주주의인민공화국 조선인민군 공군 노금석 대위, 미그 15를 몰고 대한민국으로 귀순
- 1964년 - 몰타가 영국으로부터 독립했다.
- 1965년
  - 감비아, 몰디브, 싱가포르 유엔 가입
  - 베트남 전쟁: 대한민국 최초의 월남파견 전투부대인 청룡부대 결단식 포항서 열림
- 1971년 - 바레인, 부탄, 카타르, 유엔 가입
- 1976년 - 세이셸, 유엔 가입
- 1981년 - 벨리즈가 독립하다.
- 1984년 - 브루나이, 유엔 가입
- 1985년 - 서울과 평양에서 분단 이후 처음으로 남북 이산가족 상봉이 이루어지다.
- 1991년 - 아르메니아가 독립하다.
- 1994년 - 지존파가 체포되다.
- 1996년 - 국제원자력기구(IAEA), 연례총회서 조선민주주의인민공화국에 IAEA의 전면 핵사찰 수용 촉구 결의문 채택
- 1999년 - 중화민국에서 9.21 지진이 일어나다.
- 2001년 - 대우자동차 채권단, 미국 제너럴 모터스사와 매각 양해각서 체결
- 2003년 - 갈릴레오 호가 목성에 충돌하며 임무를 마침
- 2006년 - 정남규가 사형판결을 받았다.

## 문화
- 1935년 - 일제강점기: 부산방송국(JBAK) 개국
- 1937년 - 반지의 제왕의 전편, 톨킨의 ‘호빗’이 처음으로 간행되다.
- 1942년 - 보잉 B-29 슈퍼포트리스가 제2차 세계 대전 도중 처음으로 날다.
- 1963년 - 제5회 아시아야구선수권대회 서울에서 열림(∼29)
- 1990년 - 고려대학교 이호왕 박사 팀과 녹십자사가 세계 최초로 유행성출혈열의 예방 백신을 개발하다.
- 1999년 - 최초의 한문 소설 《금오신화》 최고 목판본 중국서 발견
- 2002년 - 평양에서 추석맞이 남북교향악 합동연주회 개최

## 탄생
- 1415년 - 신성 로마의 황제 프리드리히 3세. (~1493년)
- 1866년 - 영국의 소설가 허버트 조지 웰스. (~1946년)
- 1874년 - 영국의 작곡가 구스타프 홀스트. (~1934년)
- 1883년 - 미국의 야구인 브리스 로드. (~1964년)
- 1894년 - 미국의 역사학자 루서 캐링턴 굿리치. (~1986년)
- 1897년 - 대한민국의 화가 이상범. (~1972년)
- 1900년 - 미국의 배우 로저 무어. (~1999년)
- 1904년 - 미국의 작가 알렉산더 케이. (~1979년)
- 1908년 - 미국의 육상 선수 조지 심슨. (~1961년)
- 1909년 - 가나의 독립운동가, 대통령 콰메 은크루마. (~1972년)
- 1920년
  - 조선민주주의인민공화국의 정치인 김영주. (~2021년)
  - 대한민국의 군인 최경록. (~2002년)
- 1921년 - 브라질의 교육학자 파울루 프레이리. (~1997년)
- 1922년
  - 대한민국의 군인, 행정가 김신. (~2016년)
  - 대한민국의 전 대통령 김대중의 부인 이희호. (~2019년)
- 1926년 - 미국의 물리학자 도널드 글레이저. (~2013년)
- 1929년
  - 대한민국의 시인 김광림. (~2024년)
  - 헝가리의 축구 선수, 축구 감독 코치시 샨도르. (~1979년)
- 1932년 - 미국의 영화배우 믹키 컨. (~2022년)
- 1934년
  - 캐나다의 시인, 소설가, 가수 레너드 코언. (~2016년)
  - 미국의 물리학자 데이비드 사울레스. (~2019년)
- 1935년 - 대한민국의 패션 디자이너 앙드레 김. (~2010년)
- 1936년 - 러시아의 정치인 유리 루시코프. (~2019년)
- 1937년 - 프랑스의 영화감독 자노 슈와르크. (~2025년)
- 1945년 - 대한민국의 연극배우 최주봉.
- 1947년 - 미국의 작가 스티븐 킹.
- 1948년
  - 대한민국의 대학 교수 노동일.
  - 대한민국의 법조인 이영애.
  - 헝가리의 축구 선수 뮐레르 샨도르. (~2024년)
- 1949년 - 대한민국의 기업인, 정치가 고희선. (~2013년)
- 1950년 - 미국의 배우 빌 머리.
- 1951년- 이치케리야 체첸 공화국의 제3대 대통령 아슬란 마스하도프.
- 1954년
  - 대한민국의 희극인 김학래.
  - 일본의 총리 아베 신조. (~2022년)
- 1957년
  - 대한민국의 야구 선수 김용철.
  - 미국의 영화 감독 에선 조엘.
- 1959년 - 대한민국의 영화 감독 이준익.
- 1960년
  - 대한민국의 희극인 출신 방송인 이경규.
  - 캐나다의 배우 데이비드 제임스 엘리엇.
  - 미국의 배우 메리 마라. (~2022년)
- 1961년
  - 대한민국의 배우 황덕재.
  - 일본의 성우 타카다 유미.
- 1963년
  - 소코틀랜드의 배우 앵거스 맥페이든.
  - 일본의 전 작곡가 사무라고우치 마모루.
- 1965년 - 오스트레일리아의 배우 데이비드 웨넘.
- 1966년 - 우크라이나의 기업인 리나트 아흐메토프.
- 1967년 - 미국의 가수 페이스 힐.
- 1968년 - 대한민국의 아나운서 박광범.
- 1969년 - 대한민국의 유도 선수, 감독 조인호.
- 1970년 - 미국의 외교관 서맨사 파워.
- 1971년
  - 미국의 배우 루크 윌슨.
  - 대한민국의 음악가, 영화배우 권병준.
- 1972년 - 영국의 가수 리엄 갤러거.
- 1973년
  - 대한민국의 배우 윤상현.
  - 일본의 일러스트레이터 카넬리안.
  - 라트비아의 공무원, 정치인 에드가르스 린케비치.
  - 쿠바의 유도 선수 드리울리스 곤살레스.
- 1976년 - 덴마크의 가수 요나스 비예어.
- 1977년
  - 오스트레일리아의 각본가, 배우, 영화 제작자, 영화 감독 앤소니 헤이스.
  - 브라질의 배우 다니엘리 스즈키.
- 1979년 - 아일랜드의 축구 선수 리처드 던.
- 1980년
  - 인도의 배우 카리나 카푸르.
  - 대한민국의 군인 윤장호.
- 1981년 - 보스니아 헤르체고비의 전 유도 선수 아멜 메키치.
- 1982년
  - 대한민국의 배우, 재무설계사 여현수.
  - 조선민주주의인민공화국의 유도 선수 박철민.
- 1983년 - 일본의 정치인 오토키타 슌.
- 1984년 - 대한민국의 작곡가 겸 프로듀서 숨셔.
- 1985년 - 대한민국의 유튜버 테드.
- 1986년
  - 미국의 바이롤리니스트, 작곡가 린지 스털링.
  - 대한민국의 정치인 김호진.
- 1987년
  - 대한민국의 가수 람.
  - 스페인의 축구 선수 다니엘 가르시아 로드리게스.
  - 일본의 댄서 ELLY.
  - 미국의 배우 라이언 거즈먼.
- 1988년 - 파키스탄의 정치인 빌라왈 부토 자르다리.
- 1989년
  - 대한민국의 전 아나운서 박유라.
  - 대한민국의 전 야구 선수 박지훈.
  - 대한민국의 전직 스타크래프트 프로게이머 김재훈.
  - 대한민국의 축구 선수 김태은.
  - 미국의 싱어송라이터 제이슨 데룰로.
- 1990년
  - 대한민국의 배구 선수 이지희.
  - 대한민국의 종합격투기 선수 박지혜.
  - 대한민국의 축구 선수 김윤호.
  - 대한민국의 약사, 유튜버 고퇴경.
- 1991년 - 대한민국의 바둑 기사 류민형.
- 1992년
  - 대한민국의 가수 첸 (EXO, EXO-M).
  - 이란의 축구 선수 알리레자 베이란반드.
  - 일본의 성우 우치다 유마.
- 1993년
  - 대한민국의 배우 권민아.
  - 대한민국의 가수 정다경.
  - 대한민국의 골프 선수 박성현.
  - 대한민국의 가수 신세하.
  - 크로아티아의 축구 선수 안테 레비치.
- 1994년 - 대한민국의 가수 델리만쥬.
- 1996년 - 대한민국의 전직 리그 오브 레전드 프로게이머 호로.
- 1997년 - 대한민국의 축구 선수 박한빈.
- 1998년 - 대한민국의 야구코치 유승훈.
- 1999년
  - 대한민국의 가수 김창연.
  - 대한민국의 가수 유하.
  - 중국의 가수, 배우 왕쥔카이.
- 2000년
  - 대한민국의 미국계 가수 겸 방송인 마리아 리스.
  - 대한민국의 가수 천성훈.
- 2001년 - 대한민국의 체조 선수 김민주.
- 2002년
  - 일본의 가수 츠키.
  - 일본의 축구 선수 도야마 쇼지.
- 2005년 - 대한민국의 뮤지컬 배우 김현준.
- 2011년 - 대한민국의 유튜버 김사랑.
- 2012년 - 대한민국의 아역배우 허준우.
- 2013년 - 대한민국의 아역배우 겸 키즈모델 정시율.

### 미상
- 이란의 경찰 구금 중 사망한 쿠르드 여성 마흐사 아미니. (~2022년)

## 사망
- 기원전 19년 - 로마의 시인 베르길리우스. (기원전 70년~)
- 1558년 - 신성 로마의 제국 황제 스페인의 국왕 카를 5세. (1500년~)
- 1832년 - 영국의 시인, 소설가 월터 스콧. (1771년~)
- 1839년
  - 조선의 가톨릭 순교자, 프랑스인 신부 피에르 모방. (1803년~)
  - 조선의 가톨릭 순교자, 프랑스인 신부 자크 샤스탕. (1803년~)
- 1857년 - 조선 순조의 왕비 순원왕후. (1789년~)
- 1860년 - 독일의 철학자 아르투어 쇼펜하우어. (1788년~)
- 1939년 - 조선 말기의 문신, 정치인, 사상가 박영효. (1861년~)
- 1975년 - 대한민국의 문학평론가 홍효민. (1904년~)
- 1976년 - 대한민국의 정치인 임병직. (1883년~)
- 1998년 - 미국의 육상 선수 플로렌스 그리피스조이너. (1959년~)
- 2012년 - 중화인민공화국의 저술가 장야오광. (1921년~)
- 2016년 - 대한민국의 천주교 신부 조비오 (1938년~)
- 2018년
  - 대한민국의 정치인 임내현. (1952년~)
  - 베트남의 정치인 쩐다이꽝. (1956년~)
- 2019년 - 대한민국의 가수 우혜미. (1988년~)
- 2020년
  - 프랑스의 영화배우 미카엘 롱스달. (1931년~)
  - 미국의 물리학자 아서 애슈킨. (1922년~)
- 2021년
  - 대한민국의 건축가 지순. (1935년~)
  - 이집트의 정치인 무함마드 후사인 탄타위. (1935년~)
  - 이스라엘의 정치인 아하론 아부하치라. (1938년~)
  - 미국의 영화배우 윌리 가슨. (1964년~)
- 2023년 - 미국의 체스 선수 제러미 실먼. (1954년~)
- 2024년 - 미국의 색소폰연주자,음악가 베니 골슨. (1929년~)

## 기념일
- 추석 - 2002년, 2021년, 2040년, 2059년
- 국제 평화의 날(International Day of Peace)
- 치매 극복의 날: 대한민국
- 골고다의 날: 프랑스, 바티칸

## 같이 보기
- 전날: 9월 20일 다음날: 9월 22일 - 전달: 8월 21일 다음달: 10월 21일
- 음력: 9월 21일
- 모두 보기